# 나카가와촌 (미에현 와타라이군)
나카가와촌(中川村)은 일본 미에현 와타라이군에 설치되었던 촌이다. 현재의 와타라이정의 일부에 해당한다.